# Список плазунів Австрії
У цьому списку наведені всі види плазунів, які мешкають на території Австрії, а також ті види, які вважаються регіонально зниклими, та ті види, які викликають сумніви щодо проживання на території країни. Термінологія наведена відповідно до списку плазунів Європи від Європейської герпетологічної спілки (лат. Societas Europaea Herpetologica), або просто SEH.
Загалом підтверджено проживання 15 видів (7 видів змій, 7 видів ящірок та 1 вид черепах), 10 родів, 6 родин та 2 рядів рептилій. Усі види — автохтонні. Таксономічні зміни торкнулися Natrix helvetica, який колись був підвидом Natrix natrix, але з 2017 вважається повноцінним видом. Аналогічна ситуація склалася і з Zootoca carniolica, колишнім підвидом Zootoca vivipara.
Потенційно новим видом у герпетофауні Австрії може бути червоновуха черепаха звичайна, яка була інтродукована і мешкає поблизу Відня та в низці інших регіонів. Іншим новим видом може бути Lacerta bilineata, однак її знахідки на території країни поки що не були описані. Були також спроби натуралізувати черепаху середземноморську, однак ці намагання закінчилися невдачею. Ще один вид — Vipera ursinii — вважається зниклим на теренах Австрії (останнє задокументоване повідомлення датується 1973 роком). Стосовно проживання Vipera aspis, то дані сумнівні.
Більшість рептилій зустрічаються на всій території Австрії, наприклад, веретільниця ламка і звичайний вуж. У той же час Zamenis longissimus не трапляється на заході країни, а Natrix helvetica — на сході. Відмічається великий вплив людини на кількість плазунів та місця їхнього проживання, що проявляється у вирубці лісів та урбанізації. Так, веретільниця ламка часто стає жертвою наїздів транспорту, оскільки любить грітися на розігрітому асфальті; відбувається фрагментація та зменшення місць проживання полоза ескулапового через вирубку лісів.

## Список

### Легенда
Наступні категорії використовуються для позначення охоронного статусу кожного виду за оцінками МСОП та Європейського Червоного списку:
| VU | Vulnerable      | Уразливий                            |
| NT | Near Threatened | Близький до загрозливого стану       |
| LC | Least Concern   | У найменшій загрозі                  |
| NA | Not Applicable  | Не застосовується (виключно для ЄЧС) |

Для більшості плазунів наведений їх статус у ЄЧС (виділений жирним шрифтом – VU, EN, LC). Якщо європейський статус відсутній, то наведено глобальний (звичайним шрифтом – VU, LC, NT). Якщо і такий статус відсутній, то в клітинці стоїть прочерк («-»). 
Під українською вернакулярною назвою рептилій наведена локальна вернакулярна назва (у випадку Австрії — німецькою), якщо така існує.

### Плазуни

#### Підтверджені
| Українська назва/Локальна назва                                  | Біноміальна назва                                            | Родина     | Ряд        | Статус МСОП | Ареал проживання | Зображення | Виноски                    |
| ---------------------------------------------------------------- | ------------------------------------------------------------ | ---------- | ---------- | ----------- | --- | ---------- | -------------------------- |
| Веретільниця ламка (нім. Westliche Blindschleiche)               | Anguis fragilis Linnaues, 1758                               | Anguidae   | Squamata   | LC          | Ящірка поширена по всій країні на висоті до 2000 м. Полюбляє ліси, узлісся, лісові галявини, гірські луки, уникає посушливих місцин та сільськогосподарських угідь, що піддаються активному використанню.                                                                          |            | [ 9 ] [ 10 ] [ 11 ]        |
| Мідянка звичайна (нім. Schlingnatter)                            | Coronella austriaca Laurenti, 1768                           | Colubridae | Squamata   | LC          | Вид поширений по всій країні, за винятком високогірних регіонів (над 1800 м). Серед оселищ надає перевагу узліссям, чагарникам, посушливим полям, берегам річок, особливо кам'яним, кам'яним руїнам, осипам, кар'єрам та шахтам.                                                   |            | [ 12 ] [ 13 ] [ 14 ]       |
| Полоз ескулапів (нім. Äskulapnatter)                             | Zamenis longissimus (Laurenti, 1768)                         | Colubridae | Squamata   | LC          | Поширений на сході, півночі та півдні Австрії. Практично не трапляється у високогірних (Альпах) центральних та західних регіонах країни. Полюбляє кам'янисті схили та береги річок, негусті ліси, насипи вздовж доріг, сади, парки, виноградники.                                  |            | [ 15 ] [ 16 ] [ 17 ]       |
| Ящірка Горвата (нім. Kroatische Gebirgseidechse)                 | Iberolacerta horvathi (Mehely, 1904)                         | Lacertidae | Squamata   | LC          | Вид поширений в каринтійских Альпах та в Караванке на висотах від 700 до 1700 м. Надає перевагу вологим місцинам у скелях, трапляється у лісах біля струмків, на порослих мохом осипах.                                                                                            |            | [ 18 ] [ 19 ] [ 20 ]       |
| Ящірка прудка (нім. Zauneidechse)                                | Lacerta agilis Linnaues, 1758                                | Lacertidae | Squamata   | LC          | Ящірка трапляється по всій Австрії на висоті до 1700 м. Серед можливих оселищ: узлісся, парки, фруктові сади, кар'єри, поля, кладовища. У горах полюбляє сонячні південні схили.                                                                                                   |            | [ 21 ] [ 22 ] [ 23 ]       |
| Ящірка зелена (нім. Östliche Smaragdeidechse)                    | Lacerta viridis (Laurenti, 1768)                             | Lacertidae | Squamata   | LC          | Трапляється на півночі, півдні та сході країни (локалітети розташовані вздовж Дунаю, Кампу та Драви та інших річок) на висотах до 1300 м. Полюбляє посушливі теплі місцини: зарослі чагарниками поля, кам'яні осипи та кам'янисті береги, світлі широколистяні ліси, виноградники. |            | [ 4 ] [ 24 ] [ 25 ]        |
| Ящірка мурова (нім. Mauereidechse)                               | Podarcis muralis (Laurenti, 1768)                            | Lacertidae | Squamata   | LC          | В Австрії наявні декілька локацій: на півдні країни, на півночі між Віднем та підніжжям Альп в Нижній Австрії та в Тіролі. Полюбляє теплі посушливі місцини: скелі, кам'яні осипи, насипи уздовж доріг чи рейок, покинуті кам'яні будови, мури, кладовища.                         |            | [ 26 ] [ 27 ] [ 28 ]       |
|                                                                  | Zootoca carniolica Mayer, Böhme, Tiedemann et Bischoff, 2000 | Lacertidae | Squamata   | LC          | Новий вид відповідно до SEH, раніше вважався підвидом Z. vivipara. Точне поширення в Австрії невідоме, але ящірка би мала тряплятися на самому півдні країни в каринтійских, гайльтальських, лаванттальських Альпах та Караванке, . Мешкає у подібних до Z. vivipara оселищах.     |            | [ 3 ] [ 29 ] [ 30 ] [ 31 ] |
| Ящірка живородна (нім. Waldeidechse)                             | Zootoca vivipara (Lichtenstein, 1823)                        | Lacertidae | Squamata   | LC          | Ящірка поширена по всій країні, окрім Відня. Трапляється на висотах до 3000 м. Полюбляє вологі місцини. Рівнинні популяції трапляються у болотяних місцинах, на луках, у ровах, гірські — на лісових галявинах, серед рідколісся чи чагарників, на сонячних схилах.                |            | [ 32 ] [ 33 ] [ 34 ]       |
| (нім. Barrenringelnatter)                                        | Natrix helvetica (Lacépède, 1789)                            | Natricidae | Squamata   | LC          | Раніше вважався підвидом N. natrix, з 2017 окремий вид, який в Австрії трапляється у Західному Тіролі та Форальбергу. Полюбляє ті ж природні умови, у яких мешкає N. natrix. |            | [ 2 ] [ 35 ] [ 36 ] [ 37 ] |
| Вуж звичайний (нім. Ringelnatter)                                | Natrix natrix (Linnaues, 1758)                               | Natricidae | Squamata   | LC          | Змія поширена на всій території країни на висоті до 1900 м. Надає перевагу вологим місцинам: болотам, озерам, ставкам, іригаційним каналам, струмкам та річкам. Інколи вуж заповзає далеко від води.                                                                               |            | [ 35 ] [ 38 ] [ 39 ]       |
| Вуж водяний (нім. Würfelnatter)                                  | Natrix tessellata (Laurenti, 1768)                           | Natricidae | Squamata   | LC          | Змія здебільшого зустрічається на сході та півдні країни. Декілька невеликих популяцій існують в Нижній та Верхній Австріях. У порівнянні з попереднім видом ще більше залежить від водойм, у яких проводить більшість часу: річок, озер, стариць, ставків.                        |            | [ 40 ] [ 41 ] [ 42 ]       |
| Гадюка носата (нім. Europäische Hornotter)                       | Vipera ammodytes (Linnaues, 1758)                            | Viperidae  | Squamata   | LC          | Гадюка трапляється тільки на півдні Австрії, у Каринтії та Штирії, на висотах від 350 до 800 м. Полюбляє теплі чагарникові місцини, осипи та валуни. Її також можна побачити на узліссях та серед рідколісся.                                                                      |            | [ 43 ] [ 44 ] [ 45 ]       |
| Гадюка звичайна (нім. Kreuzotter)                                | Vipera berus (Linnaues, 1758)                                | Viperidae  | Squamata   | LC          | Поширена у центральній, західній та південно-західній частинах країни, на висотах до 2500 м. Гірські популяції надають перевагу альпійським лукам та пасовища, узліссям та лісовим галявинам. Рівнинні популяції трапляються суто поблизу боліт та болотних луків.                 |            | [ 46 ] [ 47 ] [ 48 ]       |
| Болотна черепаха європейська (нім. Europäische Sumpfschildkröte) | Emys orbicularis (Linnaues, 1758)                            | Emydidae   | Testudines | NT          | Найчастіше черепах реєструють у долині Дунаю, неподалік Відня. Наявні знахідки на півдні та півночі країни. Полюбляє порослі очеретом водойми зі слабкою течією або її відсутністю, приміром, ставки, озера, болота.                                                               |            | [ 49 ] [ 50 ] [ 51 ]       |

#### Сумнівні та зниклі
| Українська назва/Локальна нава                                    | Біноміальна назва                              | Родина     | Ряд        | Статус МСОП | Пояснення | Зображення | Виноски                    |
| (нім. Westliche Smaragdeidechse)                                  | Lacerta bilineata Daudin, 1802                 | Lacertidae | Squamata   | LC          | Потенційно може траплятися на півдні Австрії (згідно з МСОП), однак знахідки не були підтверджені, а тому місцеві герпетологи не відносять її до локальної герпетофауни. |            | [ 4 ] [ 52 ] [ 53 ]        |
| Гадюка аспідова (нім. Aspisviper)                                 | Vipera aspis (Linnaues, 1758)                  | Viperidae  | Squamata   | VU          | Сумнівні дані щодо проживання на території Австрії, проте гадюка живе в деяких сусідніх країнах, тому таку можливість повністю не виключено.                             |            | [ 7 ] [ 54 ]               |
| Гадюка лучна (нім. Wiesenotter)                                   | Vipera ursinii (Bonaparte, 1835)               | Viperidae  | Squamata   | VU          | Останнє задокументоване повідомлення відбулося в 1973 році |            | [ 6 ] [ 55 ] [ 56 ] [ 57 ] |
| Червоновуха черепаха звичайна (нім. Rotwangen-Schmuckschildkröte) | Trachemys scripta (Thunberg in Schoepff, 1792) | Emydidae   | Testudines | NA          | Інвазивний вид. Дані про інтродукцію надходять з Відня та Каринтії. Полюбляє ті ж біотопи, у яких живе черепаха болотна.                                                 |            | [ 58 ] [ 59 ] [ 60 ]       |

## Виноски та примітки

### Виноски
1. ↑  Jeroen Speybroeck, Wouter Beukema, Christophe Dufresnes, Uwe Fritz, Daniel Jablonski, Petros Lymberakis, Iñigo Martínez-Solano, Edoardo Razzetti, Melita Vamberger, Miguel Vences, Judit Vörös, Pierre-André Crochet (2020). Species list of the European herpetofauna – 2020 update by the Taxonomic Committee of the Societas Europaea Herpetologica. Amphibia-Reptilia (англ.): 1—51. doi:10.1163/15685381-bja10010. Архів оригіналу за 8 травня 2020. Процитовано 30 липня 2021. [Архівовано 2020-05-08 у Wayback Machine.]
2. 1 2  Hans Esterbauer (2019). Die Östliche Ringelnatter Natrix natrix natrix (Linnaeus 1758) (PDF). ÖKO·L. 41 (1). Архів оригіналу (PDF) за 30 липня 2021. Процитовано 30 липня 2021. [Архівовано 2021-07-30 у Wayback Machine.]
3. 1 2  Cornetti, L; Ficetola, G F; Hoban, S; Vernesi, C (2015). Genetic and ecological data reveal species boundaries between viviparous and oviparous lizard lineages (PDF). Heredity. Т. 115, № 6. с. 517—526. doi:10.1038/hdy.2015.54. ISSN 0018-067X.
4. 1 2 3  Ochsenhofer, Gerald (27 березня 2011). Östliche Smaragdeidechse - Lacerta viridis (LAURENTI, 1768). www.herpetofauna.at (de-de) . Процитовано 26 червня 2025.
5. ↑  Christopher Lever, Naturalized Reptiles and Amphibians of the World — Oxford University Press: London, 2003. — с. 24 ISBN 978-0198507710 (англ.)
6. 1 2  Zulka, 2007, с. 52.
7. 1 2  Vipera aspis (англ.). ReptileDataBase. Архів оригіналу за 29 квітня 2015. Процитовано 25 квітня 2015. [Архівовано 2022-06-06 у Wayback Machine.]
8. ↑  Zulka, 2007, с. 49.
9. ↑  Duda, Michael (27 березня 2011). Westliche Blindschleiche - Anguis fragilis LINNAEUS, 1758. www.herpetofauna.at (de-de) . Процитовано 26 червня 2025. [Архівовано 2025-06-08 у Wayback Machine.]
10. ↑  Anguis fragilis (англ.). ReptileDataBase. Архів оригіналу за 29 квітня 2015. Процитовано 25 квітня 2015. [Архівовано 2020-11-12 у Wayback Machine.]
11. ↑  Philip Bowles (IUCN SSC/CI Biodiversity Assessment Unit) (20 червня 2023). IUCN Red List of Threatened Species: Anguis fragilis. IUCN Red List of Threatened Species. Архів оригіналу за 29 квітня 2025. Процитовано 26 червня 2025.
12. ↑  Hill, Johannes (2 квітня 2011). Schlingnatter, Glattnatter - Coronella austriaca LAURENTI, 1768. www.herpetofauna.at (de-de) . Процитовано 26 червня 2025.
13. ↑  Coronella austriaca (англ.). ReptileDataBase. Архів оригіналу за 29 квітня 2015. Процитовано 25 квітня 2015. [Архівовано 2022-06-15 у Wayback Machine.]
14. ↑  Bowles, P. (2024). Coronella austriaca (Europe assessment) (англійська) . The IUCN Red List of Threatened Species. с. e.T157284A204914315. doi:10.2305/IUCN.UK.2024-1.RLTS.T157284A204914315.en. Процитовано 26 червня 2025.
15. ↑  Riegler, Christoph (4 квітня 2011). Äskulapnatter - Zamenis longissimus (LAURENTI, 1768). www.herpetofauna.at (de-de) . Процитовано 26 червня 2025.
16. ↑  Bowles, P. (2024). Zamenis longissimus (Europe assessment) (англійська) . The IUCN Red List of Threatened Species. с. e.T157266A205826427. doi:10.2305/IUCN.UK.2024-1.RLTS.T157266A205826427.en. Процитовано 26 червня 2025.
17. ↑  Zamenis longissimus (англ.). ReptileDataBase. Архів оригіналу за 29 квітня 2015. Процитовано 24 квітня 2015. [Архівовано 2022-06-08 у Wayback Machine.]
18. ↑  Bader, Thomas (27 березня 2011). Kroatische Gebirgseidechse – Iberolacerta horvathi (MÉHELY, 1904). www.herpetofauna.at (de-de) . Процитовано 26 червня 2025.
19. ↑  Philip Bowles (IUCN SSC/CI Biodiversity Assessment Unit); Jelka Crnobrnja-Isailović (IUCN SSC Amphibian Specialist Group) (30 січня 2023). IUCN Red List of Threatened Species: Iberolacerta horvathi. IUCN Red List of Threatened Species. Архів оригіналу за 8 травня 2025. Процитовано 26 червня 2025.
20. ↑  Iberolacerta horvathi (англ.). ReptileDataBase. Архів оригіналу за 29 квітня 2015. Процитовано 24 квітня 2015. [Архівовано 2022-06-25 у Wayback Machine.]
21. ↑  Klepsch, Rudolf (27 березня 2011). Zauneidechse - Lacerta agilis LINNAEUS, 1758. www.herpetofauna.at (de-de) . Процитовано 26 червня 2025.
22. ↑  Lacerta agilis (англ.). ReptileDataBase. Архів оригіналу за 29 квітня 2015. Процитовано 24 квітня 2015. [Архівовано 2022-06-06 у Wayback Machine.]
23. ↑  Philip Bowles (IUCN SSC/CI Biodiversity Assessment Unit) (30 січня 2023). IUCN Red List of Threatened Species: Lacerta agilis. IUCN Red List of Threatened Species. Архів оригіналу за 29 квітня 2025. Процитовано 26 червня 2025.
24. ↑  Bowles, P. (2024). Lacerta viridis (Europe assessment) (англійська) . The IUCN Red List of Threatened Species. с. e.T61530A207990559. Процитовано 26 червня 2025.
25. ↑  Lacerta viridis (англ.). Reptile DataBase. Архів оригіналу за 29 квітня 2015. Процитовано 24 квітня 2015. [Архівовано 2022-06-06 у Wayback Machine.]
26. ↑  Ochsenhofer, Gerald (27 березня 2011). Mauereidechse - Podarcis muralis (Laurenti, 1768). www.herpetofauna.at (de-de) . Процитовано 26 червня 2025.
27. ↑  Bowles, P. (2024). Podarcis muralis (Europe assessment) (англійська) . The IUCN Red List of Threatened Species. с. e.T61550A218505859. Процитовано 26 червня 2025.
28. ↑  Podarcis muralis (англ.). ReptileDataBase. Архів оригіналу за 29 квітня 2015. Процитовано 24 квітня 2015. [Архівовано 2019-04-03 у Wayback Machine.]
29. ↑  Speybroeck, Jeroen (24 серпня 2023). IUCN Red List of Threatened Species: Zootoca carniolica. IUCN Red List of Threatened Species. Архів оригіналу за 29 квітня 2025. Процитовано 26 червня 2025.
30. ↑  Zootoca vivipara - Viviparous Lizard. Eurolizards. Архів оригіналу за 30 липня 2021. Процитовано 30 липня 2021. [Архівовано 2021-07-30 у Archive.is]
31. ↑  Ochsenhofer, Gerald (1 січня 2025). Krainer Bergeidechse - Zootoca carniolica, Mayer et al., 2000. www.herpetofauna.at (de-de) . Процитовано 26 червня 2025.
32. ↑  Ochsenhofer, Gerald (2 квітня 2011). Wald- oder Bergeidechse - Zootoca vivipara (LICHTENSTEIN, 1823). www.herpetofauna.at (de-de) . Процитовано 26 червня 2025.
33. ↑  Bowles, P. Zootoca vivipara (Europe assessment) (англ.) . The IUCN Red List of Threatened Species. с. e.T243561476A207991664. Процитовано 26 червня 2025.
34. ↑  Zootoca vivipara (англ.). ReptileDataBase. Архів оригіналу за 29 квітня 2015. Процитовано 24 квітня 2015. [Архівовано 2022-06-15 у Wayback Machine.]
35. 1 2  Hill, Johannes (4 квітня 2011). Ringelnatter - Natrix natrix (LINNAEUS, 1758). www.herpetofauna.at (de-de) . Процитовано 26 червня 2025.
36. ↑  Carolin Kindler, Wolfang Böhme, Claudia Corti, Vaclav Gvozdík, Daniel Jablonski, David Jandzik, Margarita Metallinou, Pavel Široký & Uwe Fritz (2013). Mitochondrial phylogeography, contact zones and taxonomy of grass snakes (Natrix natrix, N. megalocephala) (PDF). Zoologica Scripta. 42 (5): 458—472. doi:10.1111/zsc.12018. Архів оригіналу (PDF) за 30 липня 2021. Процитовано 30 липня 2021. [Архівовано 2021-07-30 у Wayback Machine.]
37. ↑  Bowles, P. (2024). Natrix helvetica (англ.) . The IUCN Red List of Threatened Species. с. e.T165594257A165594282. Процитовано 26 червня 2025.
38. ↑  Philip Bowles (IUCN SSC/CI Biodiversity Assessment Unit) (7 жовтня 2022). IUCN Red List of Threatened Species: Natrix natrix. IUCN Red List of Threatened Species. Архів оригіналу за 29 квітня 2025. [Архівовано 2025-04-29 у Wayback Machine.]
39. ↑  Natrix natrix (англ.). ReptileDataBase. Архів оригіналу за 29 квітня 2015. Процитовано 24 квітня 2015. [Архівовано 2020-11-11 у Wayback Machine.]
40. ↑  Hill, Johannes (5 квітня 2011). Würfelnatter - Natrix tessellata (LAURENTI, 1768). www.herpetofauna.at (de-de) . Процитовано 26 червня 2025.
41. ↑  Natrix tessellata (англ.). ReptileDataBase. Архів оригіналу за 29 квітня 2015. Процитовано 25 квітня 2015. [Архівовано 2020-11-11 у Wayback Machine.]
42. ↑  Bowles, P. Natrix tessellata (Europe assessment) (англ.) . The IUCN Red List of Threatened Species. с. e.T157256A207993095.
43. ↑  Schweiger, Mario (8 квітня 2011). Europäische Hornotter - Vipera ammodytes (LINNAEUS, 1758). www.herpetofauna.at (de-de) . Процитовано 26 червня 2025.
44. ↑  Vipera ammodytes (англ.). ReptileDataBase. Архів оригіналу за 29 квітня 2015. Процитовано 24 квітня 2015. [Архівовано 2022-06-06 у Wayback Machine.]
45. ↑  Crnobrnja-Isailović, J., Tomović, Lj., Dimaki, M., Jelić, D., Strugariu, A., Tudor, M., Strachinis, I., Ajtic, R., Sterijovski, B., Roussos, S.A., Kornilev, Y., Dyugmedzhiev, A., Mebert, K., Avci, A., Schweiger, S. & Cafuta, V. (2024). Vipera ammodytes (Europe assessment) (англ.) . The IUCN Red List of Threatened Species. с. e.T62255A207991981. Процитовано 26 червня 2025.
46. ↑  Schweiger, Mario (5 квітня 2011). Kreuzotter - Vipera berus (LINNAEUS, 1758). www.herpetofauna.at (de-de) . Процитовано 26 червня 2025.
47. ↑  Vipera berus (англ.). ReptileDataBase. Архів оригіналу за 29 квітня 2015. Процитовано 24 квітня 2015. [Архівовано 2022-06-06 у Wayback Machine.]
48. ↑  Ulrich Joger (State Natural History Museum, Braunschweig, Germany); Boris Tuniyev (SRLI Reptile Assessment); Milan Vogrin (DPPVN, Rače, Slovenia); Philip Bowles (IUCN SSC/CI Biodiversity Assessment Unit); Richard Griffiths (DICE, University of Kent, Canterbury, UK); Dušan Jelić (Global Reptile Assessment); Milto, Konstantin; Igor Doronin (Zoological Institute, Russian Academy of Sciences); Edvárd Mizsei (University of Debrecen, Hungary) (29 березня 2023). IUCN Red List of Threatened Species: Vipera berus. IUCN Red List of Threatened Species. Архів оригіналу за 29 квітня 2025. Процитовано 26 червня 2025.
49. ↑  Gemel, Richard (24 березня 2011). Europäische Sumpfschildkröte – Emys orbicularis (LINNAEUS, 1758). www.herpetofauna.at (de-de) . Процитовано 26 червня 2025.
50. ↑  Emys orbicularis (англ.). ReptileDataBase. Архів оригіналу за 29 квітня 2015. Процитовано 24 квітня 2015. [Архівовано 2020-11-12 у Wayback Machine.]
51. ↑  Luiselli, L. & Vamberger, M. (2024). Emys orbicularis (Europe assessment) (англ.) . The IUCN Red List of Threatened Species. с. e.T7717A207667247. Процитовано 26 червня 2025.
52. ↑  Lacerta bilineata DAUDIN, 1802 (англ.). Reptile DataBase. Архів оригіналу за 16 березня 2016. Процитовано 16 березня 2016. [Архівовано 2016-03-16 у Wayback Machine.]
53. ↑  Philip Bowles (IUCN SSC/CI Biodiversity Assessment Unit) (18 листопада 2022). IUCN Red List of Threatened Species: Lacerta bilineata. IUCN Red List of Threatened Species. Архів оригіналу за 29 квітня 2025. [Архівовано 2025-04-29 у Wayback Machine.]
54. ↑  Ursenbacher, S., Bowles, P., Martínez-Freiría, F., Pleguezuelos, J.M., Joger, U., Zuffi, M.A.L. & Crochet, P.-A (2024). Vipera aspis (errata version published in 2024) (англ.) . The IUCN Red List of Threatened Species. с. e.T61591A260760059. Процитовано 26 червня 2025.
55. ↑  Schweiger, Mario (9 квітня 2011). Wiesenotter – Vipera ursinii rakosiensis MÉHELY, 1893. www.herpetofauna.at (de-de) . Процитовано 26 червня 2025.
56. ↑  Vipera ursinii (англ.). ReptileDataBase. Архів оригіналу за 29 квітня 2015. Процитовано 25 квітня 2015. [Архівовано 2022-06-06 у Wayback Machine.]
57. ↑  Halpern, B. & Bowles, P. Vipera ursinii (англ.) . The IUCN Red List of Threatened Species. с. e.T218272979A207526336. Процитовано 26 червня 2025.
58. ↑  Trachemys scripta (англ.). ReptileDataBase. Архів оригіналу за 29 квітня 2015. Процитовано 25 квітня 2015. [Архівовано 2022-06-18 у Wayback Machine.]
59. ↑  Kleewein, Andreas (2014). Natural reproduction of Trachemys scripta troostii (HOLBROOK, 1836) x Trachemys scripta scripta (SCHOEPFF, 1792) in Austria (PDF). Herpetozoa (англ.). 36 (3-4): 183—185. Архів оригіналу (PDF) за 1 вересня 2020. Процитовано 24 квітня 2016. [Архівовано 2020-09-01 у Wayback Machine.]
60. ↑  Luca Luiselli (Institute for Development Ecology Conservation and Cooperation (IDECC)) (30 січня 2023). IUCN Red List of Threatened Species: Trachemys scripta. IUCN Red List of Threatened Species. Архів оригіналу за 9 квітня 2025.